# Relictocera sigen
Espèce
Relictocera sigen est une espèce d'araignées aranéomorphes de la famille des Psilodercidae.

## Distribution
Cette espèce est endémique de la province de Ninh Bình au Viêt Nam,. Elle se rencontre vers 523 m d'altitude dans le parc national de Cuc Phuong.

## Description
Le mâle holotype mesure 2,28 mm.

## Publication originale
- Chang, Li & Li, 2019 : On the genera Qiongocera and Relictocera (Araneae,Psilodercidae) from Southeast Asia. ZooKeys, no 862, p. 61-79 (texte intégral).